# Stenalcidia plumosa
Stenalcidia plumosa är en fjärilsart som beskrevs av W. Warren 1908. Stenalcidia plumosa ingår i släktet Stenalcidia och familjen mätare. Inga underarter finns listade i Catalogue of Life.